# Rasp (brød)
 For alternative betydninger, se Rasp. (Se også artikler, som begynder med Rasp)
Rasp er tørret, findelt brød. Det benyttes i forskellige retter fra æblekage, over fars, til panering af fisk og krebinetter. Rasp kan også strøs i en smurt form. Rasp kan fremstilles af tørt franskbrød eller tvebakker. De kan tilsættes andre ingredienser, så man kan få rasp med speciel smag.  
| Mad og drikke | Spire Denne artikel om mad og drikke er en spire som bør udbygges. Du er velkommen til at hjælpe Wikipedia ved at udvide den. |